# Pieter Nassen
Pieter Nassen (Riemst, 16 gennaio 1944) è un ex ciclista su strada belga.
Professionista dal 1966 al 1975, vinse tre tappe alla Vuelta a España nel biennio 1972-1973 e la particolare classifica dedicata ai traguardi volanti al Tour de France 1971.

## Palmarès
- 1962 (Dilettanti)

Heppen
- 1963 (Dilettanti)

3ª tappa Giro del Belgio dilettanti (Sint-Truiden > Weerde)
2ª tappa, 2ª semitappa Triptyque Ardennaise (Jévigne > Jévigne)
3ª tappa, 2ª semitappa Triptyque Ardennaise (Polleur > Polleur)
- 1964 (Dilettanti)

Brustem-Sint-Truiden
Prix Duras
8ª tappa Giro del Belgio dilettanti (Hoeselt > Beringen)
- 1966 (individuale)

Schulen
Classifica generale Ronde van Limburg amateurs
- 1967 (Okay Whisky/Flandria/Superia, una vittoria)

7ª tappa Giro del Portogallo
- 1971 (Flandria, una vittoria)

Petegem-aan-de-Leie
- 1972 (Watney, una vittoria)

5ª tappa Vuelta a España (Dehesa de Campoamor > Gandía)
- 1973 (Rokado, due vittorie)

1ª tappa Vuelta a España (Calp > Murcia)
3ª tappa Vuelta a España (Albacete > Alcázar de San Juan)

### Altri successi
- 1967 (Okay Whisky/Flandria/Superia)

Kermesse di Zele
Kermesse di Huivelde
- 1969 (Flandria)

Criterium di Vlijtingen
Criterium di Pamel
Kermesse di Westouter
- 1971 (Flandria)

Classifica sprint Tour de France
- 1972 (Watney)

Ninove - Grand Prix Beeckman-De Caluwé (Kermesse)
Criterium di Tisselt
- 1973 (Rokado/Ha-Ro)

Criterium di Buggenhout

## Piazzamenti

### Grandi giri
- Tour de France

1969: ritirato (11ª tappa)
1970: 88º
1971: 93º
1972: 79º
1973: fuori tempo massimo (2ª tappa)
- Vuelta a España

1972: ritirato (16ª tappa)
1973: 43º

### Classiche monumento
- Milano-Sanremo

1970: 20º
1972: 34º
- Giro delle Fiandre

1969: 39º
1972: 63º